# Anilios systenos
Anilios systenos — вид змій родини сліпунів (Typhlopidae). Ендемік Австралії. Описаний у 2017 році.

## Поширення і екологія
Anilios systenos відомі за кількома зразками, зібраними на схід від міста Джералдтон в Західній Австралії. Вони живуть на джеральдтонських піщаних рівнинах, порослих акацієвими чагарниками.